# Roman Lob
Roman Lob (født 2. juli 1990 i Düsseldorf) var Tysklands repræsentant ved Eurovision Song Contest 2012. 
Siden 2005 har han spillet i sit eget band, Painful Poison. I 2007, som 16-årig, var han i Top 20 ved RTLs tv-casting Deutschland sucht den Superstar, men forlod showet på grund af en betændelse i strubehovedet (laryngitis).
Til Eurovision Song Contest 2010 oprettede tv-kanalerne Das Erste og ProSieben castingen Unser Star für Oslo, som blev vundet af Lena Meyer-Landrut. Hendes sejr ved ESC 2010 i Oslo og hendes anden deltagelse ved ESC 2011 i Düsseldorf, gjorde at tv-kanalerne startede en ny talentkonkurrence, Unser Star für Baku i 2012. Roman Lob vandt showets finale den 16. februar 2012 med sangen Standing Still, som bl.a. er komponeret af Jamie Cullum. Han fik en 8. plads ved ESC i Baku. 